# Radiofilm
Il radiofilm è la trasposizione audio di un testo letterario, teatrale, cinematografico o fumettistico. Non è la semplice lettura integrale di un testo, com'è l'audiolibro, bensì l'evoluzione del vecchio radiodramma derivato del "Teatro Radiofonico" dei tempi dell'EIAR.
La differenza dalla prosa della vecchia radio è data dalle nuove tecnologie, che consentono una elaborazione sonora più accurata.
Le scarne sonorità dell'antico teatro radiofonico possono oggi avvicinarsi molto di più ai sofisticati suoni del cinema, grazie alla perfetta sincronizzazione tra voci, effetti sonori e musica.
Il radiofilm è dunque in grado di ricreare la cosiddetta "immagine radiofonica", che consente all'ascoltatore di figurarsi l'azione sonora in modo quasi visivo.
Altra differenza sostanziale consiste nel fatto che il radiodramma può essere recitato alla radio in diretta (come il Teatro), mentre il radiofilm richiede una lunga fase di post-produzione (come il cinema).
Promotori del radiofilm in Italia - alla RAI - si possono considerare i registi Diego Cugia con "Il Mercante dei Fiori", Arturo Villone con "Diabolik", Armando Traverso con "Dylan Dog" e Rino Bolognesi con "Gli Sceneggiati", mentre per quanto riguarda l'editoria indipendente case editrici come Good Mood Edizioni Sonore, Teatroformattivo, LibriVivi e First Line Service.